# Poznań villamosvonal-hálózata
Poznań villamosvonal-hálózata (lengyel nyelven: Tramwaje w Poznaniu) Lengyelország Poznań városában található. Összesen 21 vonalból áll, a hálózat teljes hossza 66 km. Jelenlegi üzemeltetője a Miejskie Przedsiębiorstwo Komunikacyjne w Poznaniu.
A vágányok normál nyomtávolságúak, az áramellátás felsővezetékről történik, a feszültség 600 V egyenáram. 
A forgalom 1888. július 30-án indult el.